# 伽婢子
『伽婢子』（おとぎぼうこ）は江戸時代に編まれた浅井了意による仮名草子。寛文6年（1666年）刊行、全13巻。奇談（神仙奇異譚）を集めたもので、江戸時代前期に数多く編まれた同種の書物のさきがけとなった。御伽婢子とも。

## 概要
中国の怪異小説集（『剪灯新話』など）に話材をとり、舞台や人名などを室町時代・戦国時代の日本に移した話を収録している。中国の奇談集・怪異小説を直訳した書物には『奇異雑談集』や林羅山『怪談全書』などが先行しているが、刊本として版行された時期はいずれも『伽婢子』より後である。『伽婢子』が版行され翻案による読みやすさからひろく読まれたことにより、同種の内容の仮名草子や「おとぎぼうこ」という題名に類似したものが何種類も売り出される種火となった。
題名の、ぼうこ（ほうこ）は子供用の布製の人形（這子人形・あまがつ）のこと。すこやかな成長を祈る魔除けの効果なども付与されていた。本書の「牡丹灯籠」の話（第三巻）でも重要な小道具のひとつとして登場している。
本書の続篇には『狗張子』がある。

## 翻案の特徴
中国の怪異小説の1話1話を日本での物語として翻案しているが、舞台としてあつかう時代の事物の描写や人物設計は『後太平記』・『信長公記』・『甲陽軍鑑』など資料を参考していたとみられている。和歌の引用も多い。
原話の内容を翻案のすべてに用いているわけではなく、話の展開や日本の事物への引き写しが難しい箇所については適宜省略をしたり置き換えをして読みやすい話へのつくりかえをしている。ただし、原話に登場する漢詩をそのままのかたちでうまく展開のなかに挟み込んで活かしているもの（第三巻「妻の夢を夫 面（まのあたり）に見ゆ」では原話となった『夢遊録』「張生」に出て来る漢詩がそのまま登場する）などもあり、その利用はさまざまである。